# 소피아 케닌
소피아 안나 "소냐" 케닌(Sofia Anna "Sonya" Kenin) (1998년 11월 14일 출생)은 미국의 프로 테니스 선수이다. WTA에서 단식 세계 랭킹 4위, 복식 26위까지 올랐다. 케닌은 오스트레일리아 오픈 우승과 프랑스 오픈 준우승을 차지하며 2020년 WTA 올해의 선수로 선정되었다. WTA 투어에서 단식 5회, 복식 4회 우승을 차지했으며, 복식 우승에는 2019 차이나 오픈과 2024 마이애미 오픈에서 베서니 매틱샌즈와 파트너를 이룬 것이 포함된다.
주로 아버지의 코치를 받으며 케닌은 유망한 주니어 선수로 성장하여 16세에 오렌지 볼에서 우승하고 다음 해 2015년 US 오픈 여자 단식 주니어 부문에서 준우승을 차지한 후 세계 2위에 올랐다. 그 여름에 USTA 걸스 18세 전국 선수권 대회에서도 우승했다. 케닌은 2018년 십대 선수로서 WTA 랭킹 100위 안에 들었다. 2019년에 첫 세 타이틀을 획득하고 연말에는 톱 10 바로 밖에 머물렀으며, WTA 올해의 기량 발전상을 수상했다. 2020년 오스트레일리아 오픈에서 우승하면서 케닌은 미국 1위가 되었고, 세리나 윌리엄스가 1999년에 우승한 이후 메이저 여자 단식 타이틀을 차지한 최연소 미국 선수가 되었다.

## 어린 시절 및 배경
소피아 케닌은 러시아 모스크바에서 알렉산더와 스베틀라나 케닌 부부 사이에서 태어났다. 케닌은 유대인이며 유대인 가정에서 태어났고 여동생이 한 명 있다. 그녀의 가족은 그녀가 태어난 지 몇 달 후에 미국으로 이주했다. 그들은 이전에 1987년에 소련을 떠나 뉴욕시에 살았지만, 처음에는 다른 가족 구성원들이 그녀를 키우는 데 도움을 주기 위해 케닌의 출생을 위해 러시아로 돌아갔다. 그녀의 어머니는 소련에서 간호사로 일했고, 그녀의 부모는 처음 미국으로 이주했을 때 286달러밖에 없었다.
케닌은 다섯 살 때 테니스를 시작했으며, 취미로 테니스를 쳤던 아버지에게서 영감을 받았다. 그녀의 부모는 그녀의 잠재력을 알아보고 그녀가 브로워드군에서 릭 마치와 함께 훈련을 시작하도록 주선했다. 마치는 케닌이 12살이 될 때까지 7년 동안 코치를 맡았다. 그는 "그때 [케닌이 다섯 살 때] 나는 소피아가 내가 본 가장 무서운 작은 생물이라고 말했습니다. 그것은 독특했습니다. 손과 눈의 협응력과 공이 튀자마자 즉시 공을 받아치는 능력. 많은 아이들이 그렇게 하지만, 어리고 라켓이 실제로는 그녀보다 컸음에도 불구하고 거의 이미 내재되어 있는 것 같았습니다. 제가 그렇게 본 유일한 선수는 전 세계 1위 마르티나 힝기스입니다."라고 말했다. 케닌은 닉 볼레티에리와도 함께 일했다. 그녀의 주 코치는 2021년 5월부터 2021년 11월까지를 제외하고는 항상 아버지였다. 그녀의 어린 시절 테니스 우상은 세리나 윌리엄스와 마리야 샤라포바였다. 케닌은 특히 샤라포바의 불굴의 경쟁심을 칭찬했다.
케닌은 어린 나이에 테니스에서 성공을 거두었으며, 이는 테니스계에 큰 주목을 받게 했고 테니스 잡지 표지에 실리는 데 도움이 되었다. 케닌은 7살에 미국 테니스 협회(USTA) 10세 이하 여자 토너먼트에 출전하기 시작했으며, 그 부문에서 플로리다 1위 선수가 되었다. 나중에 USTA 전국 랭킹에서 12, 14, 16, 18세 이하 각 부문에서 1위를 차지했다. 케닌은 어린 시절 ATP 및 WTA 테니스 선수들과 교류할 기회가 있었는데, 7살에 안나 쿠르니코바와 함께 공을 치고, 짐 쿠리어와 파트너를 이루어 비너스 윌리엄스와 토드 마틴을 상대로 시범 경기를 펼치고, 킴 클레이스터르스로부터 마이애미 마스터스 투어를 받기도 했다.

## 주니어 경력
케닌은 ITF 주니어 랭킹에서 최고 2위를 기록했다. 2012년 13세의 나이에 ITF 주니어 서킷에서 하위 레벨인 그레이드 4 대회에 출전하기 시작했다. 2013년에 단식과 복식에서 첫 타이틀을 획득한 후 그레이드 1 레벨로 진출했다. 그 해 말, 오렌지 볼에서 그레이드 A 데뷔를 했고, 단식에서 준결승에 진출하고 카이틀린 매카시와 함께 토네이도 앨리시아 블랙과 나이타 베인스에게 복식 준우승을 차지했다. 케닌은 2014년에 주니어 그랜드 슬램 데뷔를 했지만, 그 해 나머지 세 대회에 출전하면서 단식에서 한 번의 승리만 기록했다. US 오픈 이후, 케닌은 시시 벨리스와 블랙과 함께 주니어 페드컵에서 미국을 대표했다. 팀은 결승전에서 슬로바키아를 3-0으로 완파하며 우승했다. 케닌은 5경기 모두 복식에서 무패를 기록했다. 그녀의 다음 돌파구는 그 해 말 오렌지 볼에서 우승하면서 벨리스와 잉그리드 닐을 마지막 두 라운드에서 꺾었다.
케닌은 2015년에 그 성공을 바탕으로 그레이드 1 토너먼트인 USTA 국제 스프링 챔피언십에서 우승했다. 여름 동안 USTA 걸스 18세 전국 선수권 대회에서 3번 시드로 우승했으며, 결승전에서 톱 시드인 블랙을 꺾었다. 이 타이틀로 2015년 US 오픈 본선에 와일드카드를 얻었다. 케닌은 또한 US 오픈 주니어 대회에 참가하여 갈피 덜머에게 준우승을 차지했는데, 이는 주니어 그랜드 슬램 대회에서 그녀의 최고의 성적이었다. 이 결과로 그 해 말까지 세계 2위로 상승했다. 케닌은 2016년에도 주로 ITF 여자 서킷의 프로 대회에 출전하면서 주니어 투어를 계속했다. US 오픈에서 다시 그 해 최고의 성적 중 하나를 기록했는데, 이전 라운드에서 톱 시드인 아나스타샤 포타포바를 꺾은 후 준결승에서 빅토리아 쿠즈모바에게 패했다.

## 프로 경력

### 2013-17: US 오픈 데뷔, ITF 타이틀 3개

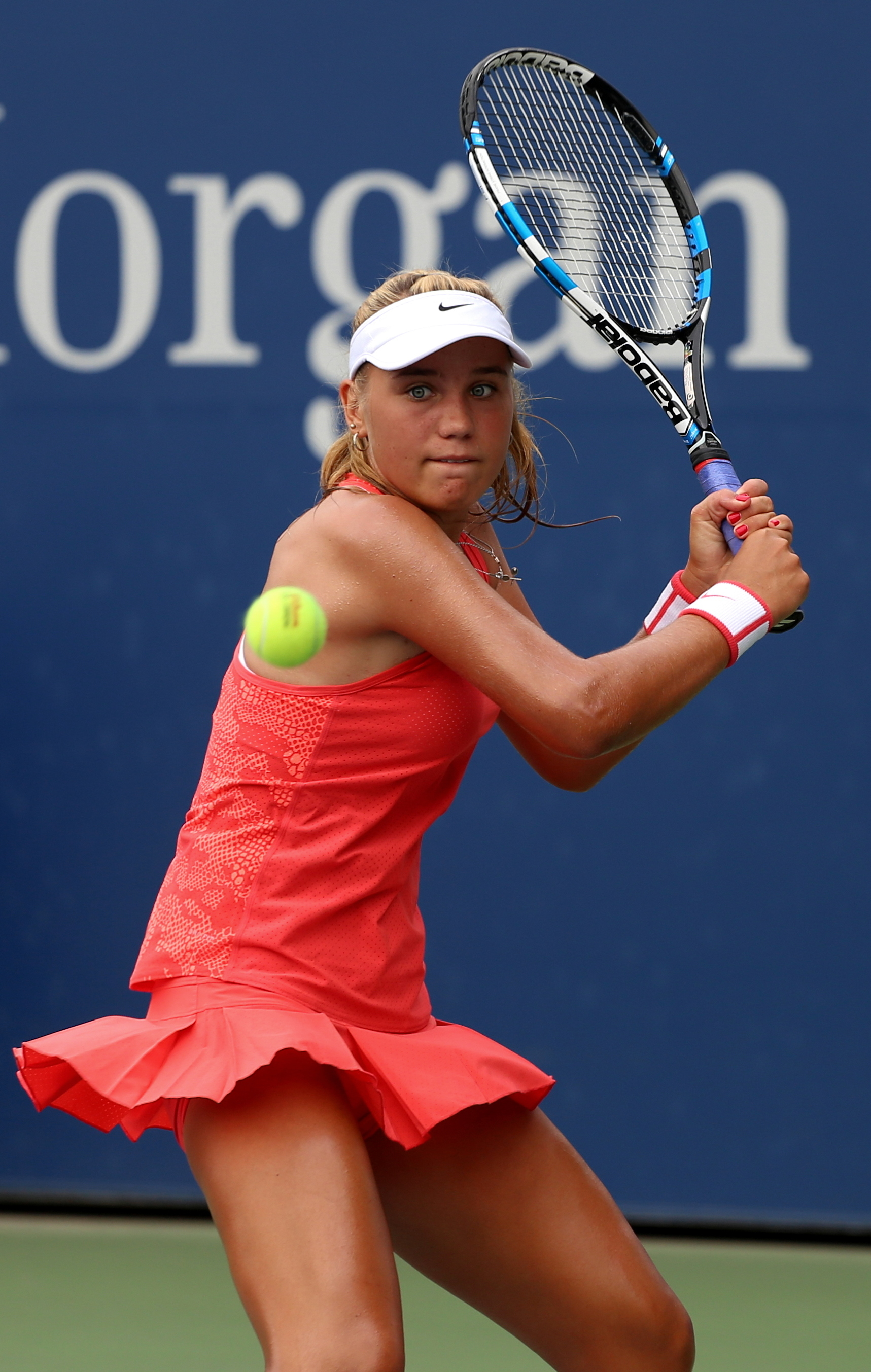
2015년 US 오픈의 케닌

케닌은 2013년에 ITF 여자 서킷의 하위 토너먼트에 출전하기 시작했으며 14세의 나이에 첫 두 번의 프로 경기에서 승리했다. USTA 주니어 전국 선수권 대회 우승으로 얻은 와일드카드를 통해 2015년 US 오픈에서 그랜드 슬램 데뷔를 했지만, 첫 경기에서 마리아나 두케 마리뇨에게 패했다. 다음 해, 케닌은 첫 두 개의 ITF 타이틀을 획득했는데, 첫 번째는 플로리다 주 웨슬리 채플의 2만 5천 달러 대회에서, 두 번째는 캘리포니아 주 새크라멘토 챌린저 5만 달러 대회에서였다. 후자의 타이틀은 그녀가 US 오픈 와일드카드 챌린지에서 우승하여 US 오픈 본선에 두 번째로 와일드카드를 얻는 데 도움이 되었다. US 오픈에서 첫 라운드 경기에서 카롤리나 플리스코바에게 패했는데, 이는 그 해 그녀의 유일한 투어 레벨 경기였다.
2017년 시즌을 200위권 밖에서 시작한 케닌은 그 해 내내 프로 서킷에서만 뛰면서 WTA 랭킹을 꾸준히 올렸다. 여름 동안 좋은 성적을 거두며 8월에 150위권 안으로 진입했는데, 여기에는 스톡턴 챌린저 6만 달러 대회 우승과 렉싱턴 챌린저 6만 달러 대회 준우승이 포함된다. 이러한 ITF 성과는 그녀가 2년 연속 US 오픈 와일드카드 챌린지에서 우승하는 데 도움이 되었다. 2017년 US 오픈에서 케닌은 처음으로 그랜드 슬램 대회 첫 라운드를 통과하여 동포인 로렌 데이비스와 사치아 비케리를 꺾었지만, 3회전에서 2006년 챔피언 마리야 샤라포바에게 패했다. 이들은 또한 그녀의 WTA 투어 첫 두 경기 승리였다. US 오픈에서의 케닌의 성공은 그녀가 9월에 프로로 전향하여 마이애미 대학교 장학금을 포기하도록 설득하는 데 도움이 되었다. 그 해를 세계 108위로 마쳤다.

### 2018: 톱 50, 첫 톱 10 승리

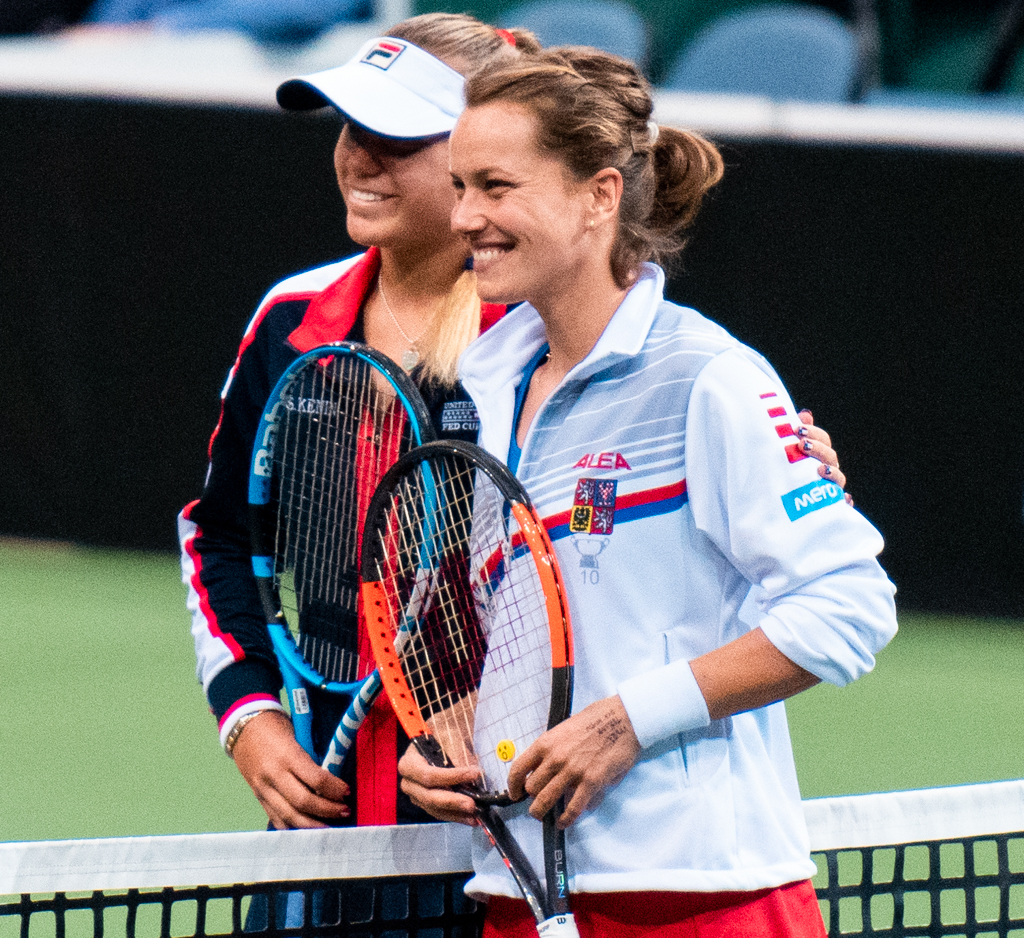
2018년 페드컵 결승전의 케닌(왼쪽)과 바르보라 스트리초바

향상된 랭킹으로 케닌은 2018년에 주로 WTA 투어에서 뛸 수 있었다. 오클랜드 오픈에서 첫 WTA 8강에 진출하며 한 해를 시작했다. 오스트레일리아 오픈 첫 라운드에서 패한 후, 케닌은 3월의 두 프리미어 맨더토리 대회에서 좋은 성적을 거두었다. 인디언 웰스 오픈에서 예선을 통과하여 2회전에 진출하며 톱 100에 진입했다. 이어서 마이애미 오픈에 출전하여 11위 다리아 카사트키나를 꺾고 3회전에 진출했다. 클레이 코트에서 WTA 투어 본선 및 예선 경기 5회전 모두 패한 후, 케닌은 잔디 코트에서 열린 마요르카 오픈에서 첫 WTA 준결승에 진출했다. 톱 시드이자 세계 6위인 카롤린 가르시아를 꺾고 첫 커리어 톱 10 승리를 거두었지만, 타티아나 마리아에게 패했다. 케닌은 윔블던에서 2회전에 진출하며 잔디 코트 시즌을 마쳤고, 마리아 사카리를 상대로 대회 데뷔전에서 승리했다.
미국으로 돌아온 케닌은 버클리 클럽 챌린지에서 또 다른 6만 달러 타이틀을 획득했다. US 오픈에서 2년 연속 3회전에 진출했으며, 이 대회에서 두 번째로 플리스코바에게 패했다. 나머지 시즌 동안 케닌의 최고 성적은 퀘벡 토너먼트에서 또 다른 준결승에 진출한 것이었다. 우한 오픈에서 세계 10위 줄리아 괴르게스를 꺾고 그 해 두 번째 톱 10 승리를 거두었다. 그리하여 처음으로 톱 50에 진입했다.

### 2019: WTA 타이틀 3개, 세계 랭킹 12위
케닌은 2019년에 크게 발전하여 연초 50위권 밖에서 연말 10위권 바로 밖까지 랭킹이 상승했다. 오클랜드 오픈에서 외제니 부샤르와 함께 첫 WTA 복식 타이틀을 획득하며 한 해를 시작했다. 다음 주에는 호바트 국제 오픈에서 세트 하나도 내주지 않고 첫 WTA 단식 타이틀을 획득했다. 첫 라운드에서 톱 시드이자 19위인 카롤린 가르시아를 꺾은 후, 결승전에서 안나 카롤리나 슈미들로바를 물리쳤다. 이러한 성공으로 케닌은 당시 커리어 최고 랭킹인 37위로 상승했다. 오스트레일리아 오픈에서 2회전에서 세계 1위 시모나 할레프를 상대로 세 세트까지 가는 접전을 펼쳤지만, 결국 2시간 30분의 긴 경기 끝에 패했다. 다음 달, 케닌은 멕시코 오픈에서 또 다른 WTA 결승에 진출했지만, 한 세트와 브레이크에서 앞섰음에도 불구하고 왕야판에게 준우승을 차지했다. 클레이 코트 시즌 동안 케닌은 전년도보다 성적이 향상되었다. 이탈리아 오픈에서 3회전에 진출하여 동포인 매디슨 키스를 꺾었지만 플리스코바에게 패했다. 클레이 코트에서의 그녀의 최고 성적은 4회전에 진출한 프랑스 오픈이었다. 이 대회에서 3회전에서 세계 10위 세리나 윌리엄스를 꺾었지만, 결국 챔피언이 된 애슐리 바티에게 패했다.
잔디 코트 시즌에서 케닌은 마요르카 오픈에서 그 해 두 번째 WTA 단식 타이틀을 획득했다. 마지막 세 라운드에서 세 번의 톱 25 선수를 모두 세 세트만에 꺾었다. 결승전에서 13위 벨린다 벤치치를 상대로 두 번째 세트에서 챔피언십 포인트 3개를 막아낸 후 역전승을 거두었다. 메이저 대회에서 처음으로 시드를 받았지만(27번 시드), 윔블던 2회전에서 다야나 야스트렘스카에게 패했다. 케닌의 US 오픈 시리즈 최고 성적은 두 프리미어 5 토너먼트에서 나왔는데, 캐나다 오픈과 신시내티 오픈 모두에서 준결승에 진출했으며, 각 대회에서 결국 우승한 선수에게 패했다. 하지만 각 대회에서 현재 세계 1위인 애슐리 바티와 오사카 나오미를 꺾었으며, 이는 그녀의 첫 두 번의 톱 랭커 상대 승리였다. 또한 2001년 린지 대븐포트 이후 두 주 연속 세계 1위를 꺾은 최초의 선수가 되었다. 이 대회들 이후, 케닌은 US 오픈 3회전에서 다시 키스에게 패했다.
아시아 하드 코트 스윙 동안 케닌은 단식과 복식에서 각각 한 개의 추가 타이틀을 획득했다. 광저우 국제 오픈에서 그 해 세 번째 단식 타이틀을 획득했으며, 결승전에서 서맨사 스토서를 꺾었다. 2주 후, 베서니 매틱샌즈와 파트너를 이루어 프리미어 맨더토리 대회인 차이나 오픈에서 그 해 두 번째 복식 타이틀을 획득했다. 거기서 그들은 당시 세계 2위와 3위였던 아리나 사발렌카와 엘리스 메르텐스 팀을 꺾었다. 이 타이틀로 복식 랭킹 43위로 올라섰다. 시즌 말, 케닌은 세계 12위로 2번 시드를 받아 WTA 엘리트 트로피에 진출했다. 동포인 앨리슨 리스크를 상대로 첫 경기에서 승리했지만, 카롤리나 무초바에게 패하여 라운드 로빈 조에서 진출하지 못했다. 케닌은 또한 WTA 파이널스에서 키키 베르턴스에 이어 두 번째 교체 선수로 지명되었다. 나오미 오사카와 비앙카 안드레스쿠가 모두 기권하면서 한 경기를 뛸 기회를 얻었지만, 디펜딩 챔피언 엘리나 스비톨리나에게 패했다. 그 해를 단식 14위, 복식 39위로 마쳤다. 케닌은 또한 그녀의 돌파 시즌으로 WTA 시상식에서 올해의 가장 기량 발전한 선수를 수상했으며, 1999년 세리나 윌리엄스 이후 이 상을 수상한 최초의 미국 선수가 되었다.

### 2020: 오스트레일리아 오픈 챔피언, 세계 랭킹 4위
케닌은 2019년 하위 토너먼트에서의 성공을 2020년 그랜드 슬램 토너먼트에서도 이어나갔다. 연초 두 번의 2회전 패배에도 불구하고, 케닌은 오스트레일리아 오픈에서 우승하며 첫 그랜드 슬램 단식 타이틀을 획득했다. 결승전 이전에 단 한 세트만 내주었다. 4회전에서 동포 코코 고프를 상대로였다. 준결승에서는 세계 1위이자 홈 팬들의 지지를 받는 애슐리 바티를 꺾었다. 그 후 결승에서 한 세트를 뒤지고 있다가 가르비녜 무구루사를 꺾었다. 21세의 나이에 이 승리로 2002년 윔블던에서 우승한 세리나 윌리엄스 이후 메이저 단식 타이틀을 획득한 최연소 미국 여성 선수가 되었다. 세리나는 1999년 17세의 나이에 US 오픈에서 우승했다. 또한 1999년 윌리엄스 이후 WTA 랭킹 톱 10에 진입한 최연소 미국 선수가 되었고, 세계 7위로 상승했다. 케닌은 첫 리옹 오픈에서 또 다른 타이틀을 획득했는데, 2회전에서 매치 포인트를 세이브하고 다음 라운드에서는 한 세트와 5-2 열세를 극복하며 4연속 3세트 경기를 치렀다. 결승전에서 안나 레나 프리드삼을 꺾었다. 이 경기는 코로나19 범유행으로 WTA 투어가 6개월 동안 중단되기 전 케닌의 마지막 대회였다. 이 시점에서 세계 4위였으며, 당시 그녀의 커리어 최고 랭킹이었다.
투어가 재개되었을 때, 케닌은 팬데믹으로 바티와 할레프가 기권하여 US 오픈에서 2번 시드를 받았다. 4회전에서 엘리스 메르텐스에게 패했지만, 이는 현재까지 그녀의 대회 최고 성적이었다. 대회 후, 케닌은 재조정된 클레이 코트 시즌을 위해 유럽으로 갔다. US 오픈 준우승자 빅토리야 아자란카에게 한 게임도 따지 못하고 유일한 준비 경기에서 패했음에도 불구하고, 케닌은 프랑스 오픈에서 그랜드 슬램 대회 성공을 이어갔다. 준결승에서 11위 페트라 크비토바를 꺾기 전 첫 5라운드 동안 4번의 3세트 경기를 이겼다. 결승에서 이가 시비옹테크에게 스트레이트 세트로 패했다. 시즌 말, 케닌은 WTA 올해의 선수로 선정되었다.
WTA 투어 외에도 케닌은 월드 팀테니스에 참가했다. 2020년에 필라델피아 프리덤스를 정규 시즌 1위로 이끌었으며, 단식에서 10승 4패를 기록했다. 준결승에서 코코 밴더웨이를 꺾었지만, 그녀의 팀은 결국 우승한 뉴욕 엠파이어에게 패했다.

### 2021: 부진

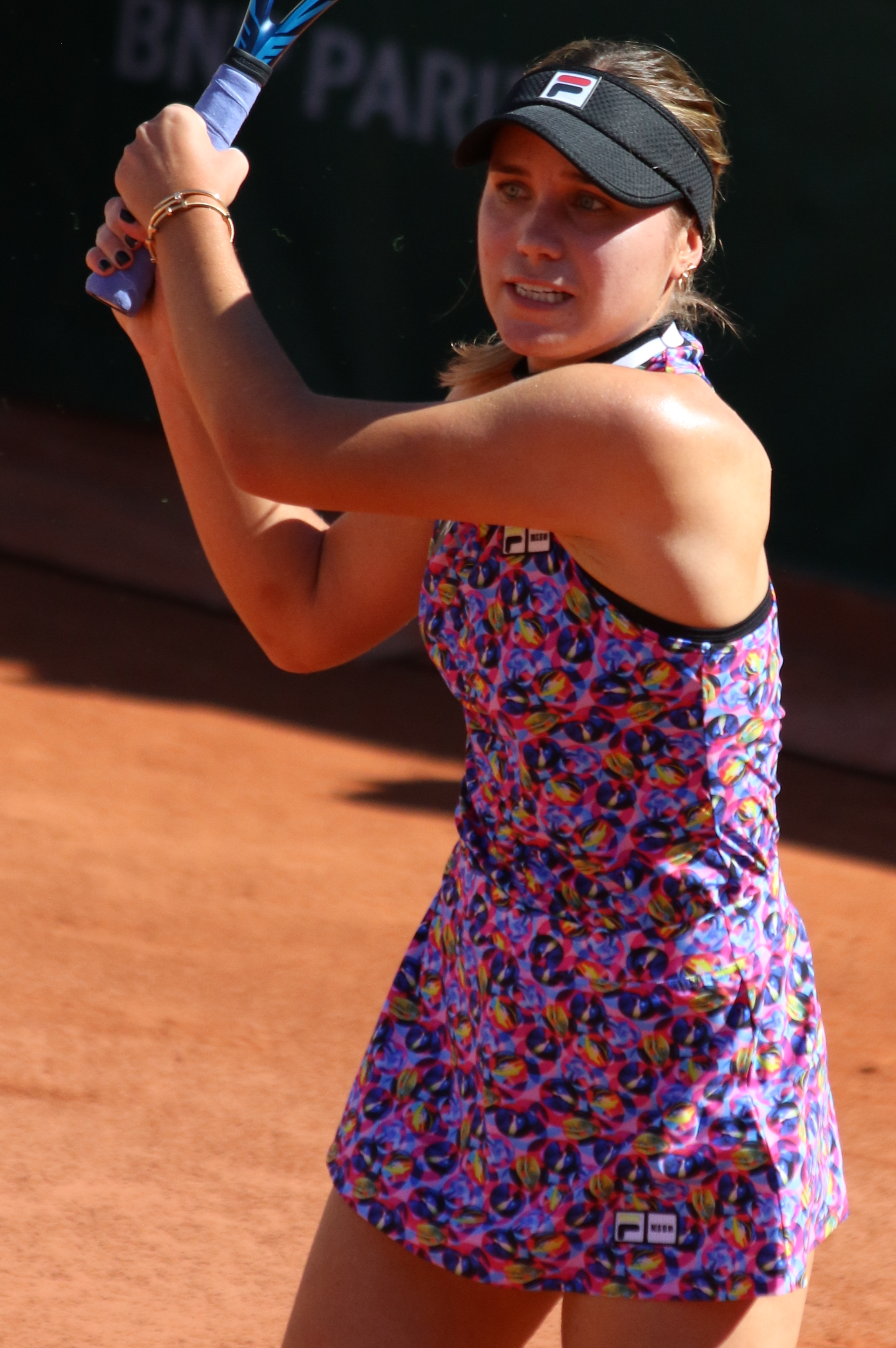
2021년 프랑스 오픈의 케닌

케닌의 올해 첫 대회는 아부다비였는데, 톱 시드였다. 첫 라운드에서 양자오솬을 꺾었고, 2회전에서는 키르스텐 플립켄스의 기권으로 이득을 보았다. 3회전에서 케닌은 율리아 푸틴체바를 상대로 매치 포인트를 세이브하며 8강에 진출했고, 그곳에서 마리아 사카리를 만났다. 첫 세트를 6-2로 이기고, 두 번째 세트에서 2-2인 상황에서 케닌은 10게임을 연속으로 내주며 아부다비에서의 그녀의 활약은 끝이 났다. 그녀의 다음 대회는 멜버른에서 열린 야라 밸리 클래식으로, 카밀라 조르지와 제시카 페굴라를 꺾고 8강에 진출했다. 호주 오픈 결승전의 리매치에서 가르비녜 무구루사를 만났지만, 케닌은 단 4게임만 이겼다.
오스트레일리아 오픈에서 케닌은 디펜딩 챔피언이자 4번 시드였다. 1회전에서 호주 와일드카드 선수인 매디슨 잉글리스를 꺾었지만, 2회전에서 시드 배정되지 않은 카이아 카네피에게 스트레이트 세트로 패하며 이변의 희생양이 되었다. 케닌의 패배는 제니퍼 캐프리아티가 2003년 1회전에서 패한 이후 호주 오픈 디펜딩 챔피언에게 가장 빠른 탈락이었다. 경기 후 케닌은 눈물을 흘리며 타이틀 방어의 압박감이 너무 컸다고 인정하며 "모든 사람이 항상 나에게 '다시 우승하고 싶니? 멜버른에 와서 다시 우승할 수 있을 것 같니?'라고 물었습니다. 물론 저는 그렇다고 말했습니다. 하지만 제가 플레이하는 방식으로는 아닙니다."라고 말했다.
그 후 호주 오픈에서 조기 탈락한 선수들을 위한 토너먼트인 필립 아일랜드 트로피에 와일드카드를 받았는데, 톱 시드였고 1회전은 부전승으로 통과했다. 2회전에서 케닌은 랭킹 없는 호주 와일드카드인 올리비아 가데키에게 세 세트만에 패했다. 그녀의 커리어 최고 랭킹이 988위였던 가데키에게 패한 것은 WTA 투어에서 케닌의 랭킹상 최악의 패배였다. 호주 여름 내내 그녀의 실망스러운 결과로 인해 그녀의 랭킹은 세계 13위로 떨어졌을 것이지만, 팬데믹으로 인해 도입된 시스템 변경으로 인해 이는 발생하지 않았다.
충수염으로 인해 많은 토너먼트에서 기권한 후, 케닌은 마이애미에서 복귀했는데, 1회전 부전승으로 안드레아 페트코비치를 꺾었지만, 온스 자베르에게 세 세트만에 패했다. 찰스턴에서 첫 경기에서 로렌 데이비스에게 패했다. 슈투트가르트에서 아네트 콘타베이트에게 2회전에서 패했고, 로마에서 첫 경기에서 바르보라 크레이치코바에게 패했다. 프랑스 오픈에서 4회전에 진출하여 옐레나 오스타펜코, 헤일리 밥티스테, 제시카 페굴라를 꺾었지만, 마리아 사카리에게 패했다.
2021년 5월, 케닌은 아버지와의 코치 관계를 정리했다고 발표했다. 부상으로 인해 윔블던 이전에 어떤 워밍업 대회에도 참가하지 않았다. 윔블던에서 1회전에서 왕신위를 꺾었지만, 2회전에서 매디슨 브렝글에게 패했다. 이 패배에서 케닌은 단 45분 만에 41개의 범실을 범하며 윔블던 신기록을 세웠다.
2021년 11월 9일, 케닌은 2022년 오스트레일리아 오픈을 준비하면서 아버지가 코칭 팀에 다시 합류했다고 발표했다. 그 해를 단식 12위로 마쳤다.

### 2022: 부상 및 휴식, 200위권 밖으로 밀려남
2022년 오스트레일리아 오픈에서 11번 시드를 받은 케닌은 1회전에서 매디슨 키스를 만나 스트레이트 세트로 패했다. 2021년에 2회전에서 패하여 획득한 70점 대신 2020년 오스트레일리아 오픈에서 우승하여 획득한 최대 포인트를 방어하고 있었기 때문에(COVID-19 팬데믹으로 인한 WTA 랭킹 동결로 인해), 2022년 1월 31일 대회가 끝난 후 그녀의 세계 랭킹은 95위로 급락했다.
케닌은 애들레이드 1차 대회 8강에 진출했지만, 톱 시드 애슐리 바티에게 스트레이트 세트로 패하며 2021년 멜버른 이후 첫 8강 진출을 기록했다. 애들레이드에서의 활약에도 불구하고 케닌은 5연속 첫 라운드 패배를 기록했으며, 이 중 4번은 스트레이트 세트 패배였다.
부상으로 인해 인디언 웰스 오픈 이후 3월, 4월, 5월의 모든 토너먼트에서 기권했는데, 여기에는 두 메이저 대회인 2022년 프랑스 오픈과 2022년 윔블던 선수권 대회가 포함된다. 그 결과, 그녀의 랭킹은 300위권 밖으로 떨어졌다.
그 해를 235위로 마쳤다.

### 2023: WTA 1000 준결승, 톱 30

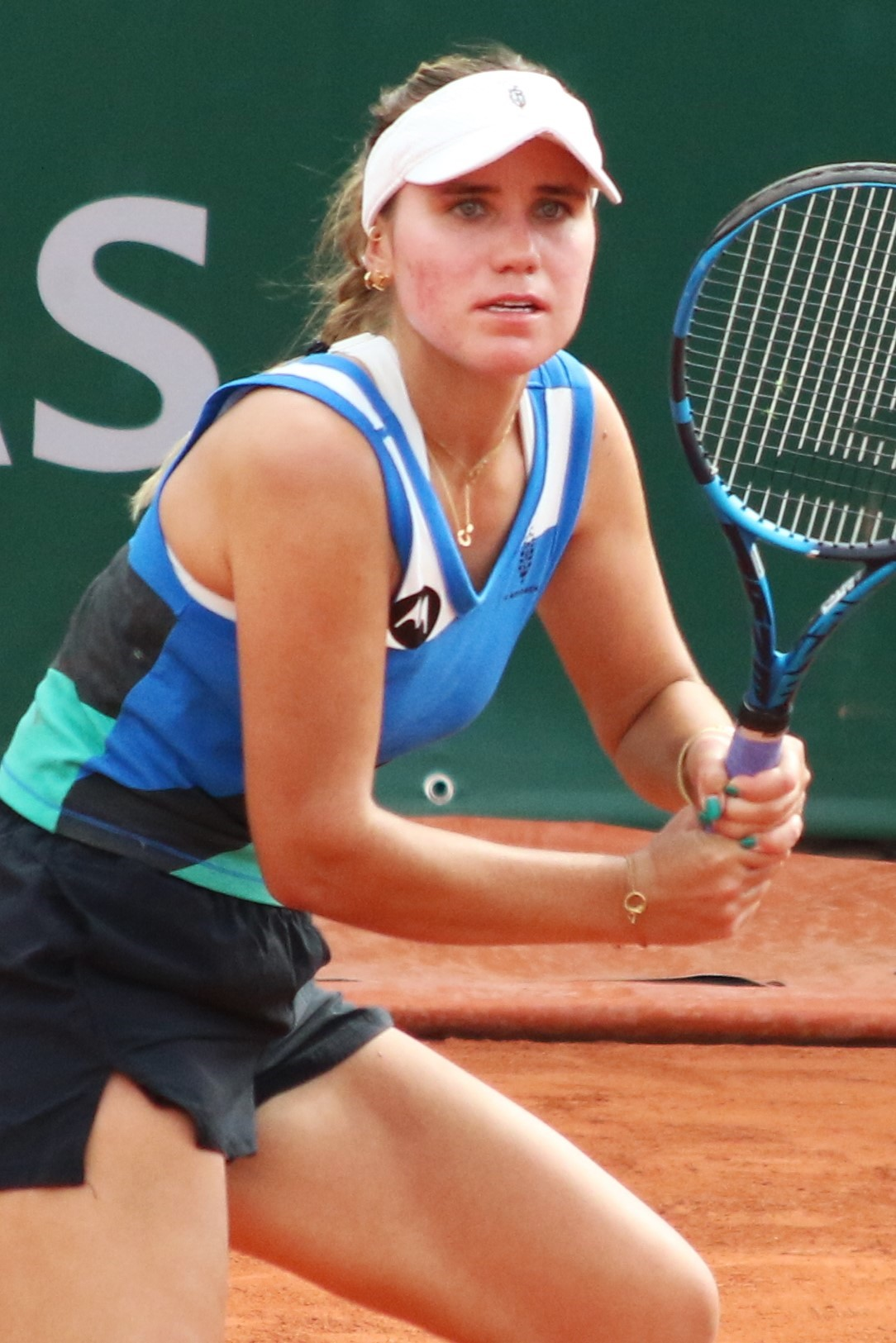
2023년 프랑스 오픈의 케닌

케닌은 오클랜드 오픈에서 시즌을 시작했으며, 1회전에서 왕신위를 꺾었지만, 톱 시드이자 결국 챔피언이 된 코코 고프에게 패했다. 다음으로 호바트 국제 오픈에서 2020년 프랑스 오픈 이후 첫 투어 레벨 준결승에 진출했다. 세 세트만에 엘리사베타 코차레토에게 패했다. 오스트레일리아 오픈에서 2시간 이상 지속된 경기에서 빅토리야 아자란카에게 1회전에서 패했다. 또한 2023년 린츠 오픈 1회전에서 율레 니마이어에게 패했다.
2020년 프랑스 오픈 이후 처음으로 카타르 레이디스 오픈에서 세계 15위 류드밀라 삼소노바를 스트레이트 세트로 꺾고 톱 20 승리를 기록했다. 그 후 2회전에서 베로니카 쿠데르메토바에게, 두바이 1회전에서 마리 부즈코바에게 패했다.
인디언 웰스에서 1회전에서 슬론 스티븐스를 꺾고 2회전에 진출했지만, 결국 우승한 옐레나 리바키나에게 두 세트 접전 끝에 패했다.
마이애미 오픈에서 한 단계 더 나아가 스톰 헌터와 28번 시드 안헬리나 칼리니나를 꺾고 3회전에 진출했다. 그 후 비앙카 안드레스쿠에게 패했다. 그 결과, 2023년 4월 3일에 다시 톱 150에 진입했다.
케닌은 찰스턴에서 알략산드라 사스노비치를 꺾고 클레이 코트 시즌을 시작했지만, 이리나 카멜리아 베구에게 패했다. 마드리드 오픈 1회전에서 마리나 자네프스카에게 패했다.
이탈리아 오픈에서 케닌은 1회전에서 크리스티나 부크사를 꺾었다. 2회전에서 세계 2위이자 마드리드 챔피언인 아리나 사발렌카를 스트레이트 세트로 꺾으며 그녀의 커리어에서 가장 큰 승리 중 하나를 기록했다. 이는 2020년 오스트레일리아 오픈에서 타이틀을 획득할 때 세계 1위 애슐리 바티를 꺾은 이후 그녀의 첫 톱 5 승리였다.
2023년 윔블던 선수권 대회 본선에 진출하기 위해 세 번의 예선 라운드를 거쳤다. 1회전에서 7번 시드인 코코 고프를 꺾었다. 3회전에서 결국 준결승에 진출한 엘리나 스비톨리나에게 패했다.
2023년 샌디에이고 오픈에서 와일드카드로 2020년 이후 첫 단식 결승에 진출했지만, 4번 시드 바르보라 크레이치코바에게 패한 후, 40계단 상승하여 톱 50에 근접했다.
과달라하라 오픈에서 2019년 이후 첫 WTA 1000 8강에 진출했으며, 6번 시드인 옐레나 오스타펜코를 꺾었다. 다음으로 레일라 페르난데스를 꺾고 준결승에 진출했으며, 이는 그녀의 커리어에서 세 번째 WTA 1000 레벨 준결승이었다. 세계 111위 캐롤라인 돌하이드에게 스트레이트 세트로 패했다. 그 결과, 2023년 9월 25일 세계 31위로 20계단 이상 상승했다. 차이나 오픈 이후, 2023년 10월 9일에 톱 30으로 복귀했다.

### 2024: 마이애미 복식 챔피언, 단식 톱 100 복귀
케닌은 브리즈번 국제 오픈에서 시즌 첫 경기를 치렀지만, 14번 시드를 받았음에도 불구하고 아리나 로디오노바에게 패했다. 그 후 그리트 민넨을 꺾었지만, 호바트 국제 오픈 다음 라운드에서 홈 팬들의 지지를 받는 다리아 사빌에게 패했다. 오스트레일리아 오픈에서 케닌은 1회전에서 톱 시드 이가 시비옹테크에게 패했다.
베서니 매틱샌즈와 파트너를 이룬 아부다비 오픈에서 우승했으며, 결승전에서 린다 노스코바와 헤더 왓슨을 꺾었다. 교체 선수로 출전한 이들은 마이애미 오픈에서 우승했으며, 2번 시드인 개브리엘라 더브라우스키와 에린 라우틀리프를 꺾었다. 그 결과, 2024년 4월 1일 복식 랭킹 톱 50에 복귀했다. 케닌은 이탈리아 오픈에서 루치아 브론제티를 스트레이트 세트로 꺾고 1월 이후 첫 투어 레벨 단식 경기에서 승리했다. 경기 도중 케닌은 주심과 대회 감독관이 비가 오는 동안 선수들을 코트에 머물게 한 결정에 대해 불만을 표하며, 그 결정과 관중의 야유에 대한 반응으로 영어와 러시아어로 욕설을 외쳤고, 이로 인해 외설적인 언어 경고를 받았다. 그 후 브론제티를 브레이크하여 경기를 서브를 주고받는 상태로 되돌렸다. 경기는 직후 비로 인해 중단되었다. 다음 라운드에서 케닌은 8번 시드 온스 자베르를 꺾고 그 시즌 첫 톱 10 승리를 거두었다. 케닌은 다음 라운드에서 예선 통과자 레베카 스람코바에게 세 세트만에 패했다.
프랑스 오픈에서 2021년 이후 처음으로 경기를 치른 1회전에서 라우라 지게문트를 상대로 세 세트만에 승리했다. 케닌은 이어서 21번 시드이자 프랑스 1위 선수인 카롤린 가르시아를 상대로 승리하며 3회전에 진출했다. 3회전에서 클라라 타우손에게 스트레이트 세트 패배를 당했다.
WTA 500 이스트본 국제 오픈에서 그녀의 잔디 코트 시즌이 시작되었는데, 톱 시드 옐레나 리바키나를 대신하여 럭키 루저로 본선에 진입했으며, 2회전에서 해리엇 다트에게 세 세트만에 패했다. 윔블던에서 케닌은 1회전에서 세계 1위 이가 시비옹테크에게 패했다.
케닌은 엠마 라두카누를 꺾고 US 오픈 2회전에 진출했지만, 6번 시드인 제시카 페굴라에게 패했다.
10월에 열린 팬 퍼시픽 오픈에서 와일드카드로 출전하여 1년 만에 첫 단식 준결승에 진출했으며(2023년 과달라하라 이후), 10번 시드 왕신위, 럭키 루저 클라라 타우손, 3번 시드 다리아 카사트키나 그리고 9번 시드 케이티 볼터를 상대로 승리하며 결승에 진출했다. 그 결과, 2024년 10월 28일에 톱 100으로 복귀했으며, 대회 시작 시 155위였던 단식 랭킹에서 거의 70계단 상승했다. 케닌은 결승에서 톱 시드 정친원에게 스트레이트 세트로 패했다. 시즌 마지막 아시아 스윙 대회인 2024년 홍콩 테니스 오픈에서 케닌은 본선에 와일드카드로 진입하여 제시카 폰체를 꺾고 2연속 8강에 진출했다.

### 2025: 호바트 8강, 찰스턴 결승
케닌은 호바트 국제 오픈에서 5번 시드 룰루 선과 안나 블링코바를 꺾고 8강에 진출했지만, 와일드카드 참가자 마야 조인트에게 패했다.
2025년 오스트레일리아 오픈에서 케닌은 3번 시드 코코 고프에게 스트레이트 세트로 패했다.
찰스턴 오픈에서 케닌은 5번 시드 다리아 카사트키나를 꺾고 8강에 진출했다. 다음으로 14번 시드 안나 칼린스카야를 스트레이트 세트로 꺾고 준결승에 진출했다. 아만다 아니시모바의 기권으로 5년 만에 첫 클레이 코트 결승에 진출했다. 케닌은 결승에서 제시카 페굴라에게 패했다.

## 국가대표 경력

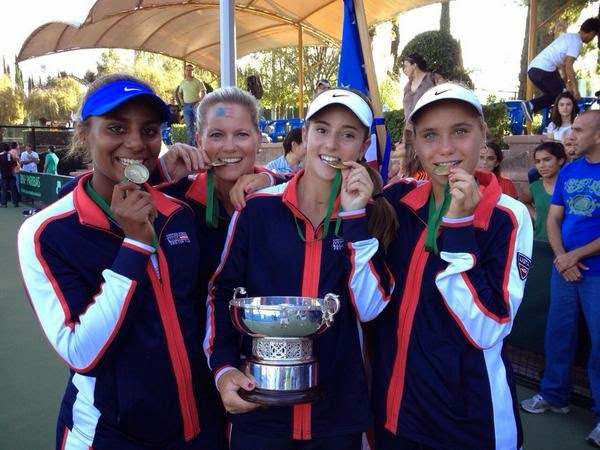
2014년 주니어 페드컵 결승전 우승팀 미국 대표팀의 케닌(오른쪽)

2014년 주니어 페드컵에서 우승한 후, 케닌은 2018년 체코와의 결승전에서 첫 시니어 페드컵 경기에 지명되었다. 두 팀 모두 최고의 선수들이 빠져 있었는데, 미국은 윌리엄스 자매, 슬론 스티븐스, 매디슨 키스가, 체코는 플리스코바와 페트라 크비토바가 모두 출전할 수 없었다. 케닌과 앨리슨 리스크는 바르보라 스트리초바와 카테르지나 시니아코바를 상대로 단식 경기를 치르도록 선정되었다. 케닌은 두 단식 경기 모두 세 세트만에 패했으며, 체코는 3-0으로 완승하여 페드컵에서 우승했다. 케닌과 시니아코바의 결정적인 세 번째 경기는 특히 접전이었다. 경기는 3시간 45분 동안 지속되었으며, 시니아코바가 세 번째 세트에서 케닌의 서브에서 두 번의 매치 포인트를 막아낸 후 역전승을 거두며 끝이 났다.
케닌은 2019년에 다시 미국을 대표했다. 오스트레일리아와의 1회전에서 애슐리 바티에게 유일한 경기를 패했는데, 바티는 두 단식 경기와 결정적인 복식 경기 모두에서 승리하며 오스트레일리아를 3-2 승리로 이끌었다. 미국의 다음 경기는 월드 그룹 플레이오프의 일환으로 스위스와의 경기였다. 키스가 첫 경기에서 패하고 스티븐스가 두 단식 경기에서 모두 승리한 후, 케닌은 티메아 바친스키를 상대로 마지막 단식 경기를 치르도록 선정되었다. 케닌은 바친스키를 꺾고 3-1로 승리하여 미국을 2020년 월드 그룹에 유지시켰다.
2020년에 새로운 형식으로 바뀌고 시즌 중반에 페드컵 명칭이 빌리 진 킹 컵으로 변경되면서, 케닌은 2020년 오스트레일리아 오픈에서 우승한 지 일주일 만에 라트비아와의 경기에서 예선 라운드에 출전했다. 아나스타시야 세바스토바를 꺾고 옐레나 오스타펜코에게 패한 후, 케닌은 베서니 매틱샌즈와 파트너를 이루어 결정적인 복식 경기에서 두 선수를 모두 꺾었다. 미국은 빌리 진 킹 컵 파이널에 진출했으며, 거기서 스페인과 슬로바키아와 함께 라운드 로빈 그룹에 편성되었다.
2023년 케닌은 캐시 리날디 주장에게 주장 임기 마지막 대회에 선발되었다. 케닌은 고프, 페굴라, 키스가 모두 빠진 상황에서 1번 단식으로 팀을 위해 뛰었다. 첫 경기에서 디펜딩 챔피언 스위스의 빅토리야 골루비치를 상대로 세 세트 접전 끝에 승리했지만, 체코와의 경기에서는 마르케타 본드로우쇼바에게 두 게임만 따고 패했다. 대니얼 콜린스는 2번 단식에서 두 경기 모두 승리하며 잘했지만, 결정적인 복식 경기에서 테일러 타운센드와 함께 체코를 상대로 클러치를 놓쳤다. 팀 USA는 스위스전 3-0 승리, 체코전 1-2 패배로 조 2위를 기록하며 준결승에 진출하지 못했다.
팀 USA는 9월 중국에서 열릴 2025 빌리 진 킹 컵 결승 진출 8개 팀 중 하나이다.

## 경기 스타일
케닌은 단순히 파워가 아니라 다양한 샷을 게임에 통합하는 공격적인 플레이 스타일을 가지고 있다. 주로 베이스라인에서 플레이하며 포핸드와 백핸드 모두로 위너를 칠 수 있다. 백핸드가 크로스 코스로 가는지 다운 더 라인으로 가는지 위장하는 데 탁월하다. 케닌의 가장 좋은 샷 중 두 가지는 백핸드 다운 더 라인과 인사이드-인 포핸드이다. 케닌은 백핸드에 전략적으로 슬라이스를 추가할 수 있으며, 이를 사용하여 잘 위장된 드롭샷 위너를 칠 수 있다. 때때로 현대 테니스에서는 드문 샷인 슬라이스 포핸드를 칠 수도 있다. 수비 측면에서 케닌은 어깨 높이까지도 포핸드를 칠 수 있다. 페트라 크비토바는 2018년 초 케닌의 공격적이고 단호한 플레이 스타일을 알아차렸는데, 이는 케닌의 아버지가 그녀가 프로 투어에서 첫 풀 시즌을 보낸 2017년에 개발했다고 말했다. 이전에 마리야 샤라포바에 의해 "그라인더" 즉, 움직임이 좋고 포인트를 끝내려 하지 않고 많은 공을 다시 플레이하는 카운터펀처로 묘사되었다.
케닌의 플레이 스타일의 핵심 중 하나는 일관성, 특히 샷을 재지향하는 것이다. 그녀의 어린 시절 코치 릭 마치는 그녀의 투지를 칭찬했다. 그는 그녀를 "모기"라고 불렀는데, "그녀는 항상 거기에 있어서 당신을 괴롭힙니다. 어릴 때부터 타고난 정신력을 가지고 있었습니다. 이미 그 안에 있었습니다."라고 말했다. 마치는 또한 "그녀의 공 타이밍은 제가 가르친 누구보다 좋습니다. 그녀가 균형을 많이 잃지 않는 것을 알 수 있을 것이고, 마법사처럼 공이 튀자마자 바로 공을 칠 수 있습니다. 모두가 깊은 곳을 칠 수 있지만, 그녀가 공을 일찍 잡으면서도 만들어내는 각도는 매우 예리해서 당신을 코트 밖으로 밀어내고, 그 다음에는 목을 노립니다." 케닌은 서브 동작이 특이한데, 공을 던질 때 처음에는 아래를 본다.

## 광고
2018년부터 2022년까지 케닌은 의류와 신발에 대해 휠라의 후원을 받았으며, 이전에는 나이키의 후원을 받았다. 2022년부터 케닌은 미국 스포츠 의류 회사인 프리 피플 무브먼트의 후원을 받고 있다. 케닌의 라켓 스폰서는 바볼라이며, 퓨어 드라이브 모델을 사용한다. 2021년 1월, 케닌은 미국 소비자 전자 및 통신 회사 모토로라와 광고 계약을 체결했다. 2021년 5월, 케닌은 피트니스 키네시오 테이프 브랜드 KT 테이프의 브랜드 앰버서더로 발표되었다.

## 경력 통계

### 그랜드 슬램 토너먼트 성적표
| W | F | SF | QF | #R | RR | Q# | DNQ | A | NH |

#### 단식
| 대회                | 2015  | 2016  | 2017       | 2018  | 2019  | 2020   | 2021  | 2022  | 2023       | 2024  | 2025  | SR     | W–L   | 승률 % |
| ------------------- | ----- | ----- | ---------- | ----- | ----- | ------ | ----- | ----- | ---------- | ----- | ----- | ------ | ----- | ------ |
| 오스트레일리아 오픈 | 불참  | 불참  | 불참       | 1회전 | 2회전 | 우승   | 2회전 | 1회전 | 1회전      | 1회전 | 1회전 | 1 / 8  | 9–7   | 56%    |
| 프랑스 오픈         | 불참  | 불참  | 불참       | 1회전 | 4회전 | 준우승 | 4회전 | 불참  | 예선 1회전 | 3회전 |       | 0 / 5  | 13–5  | 72%    |
| 윔블던              | 불참  | 불참  | 예선 1회전 | 2회전 | 2회전 | 미개최 | 2회전 | 불참  | 3회전      | 1회전 |       | 0 / 5  | 5–5   | 50%    |
| US 오픈             | 1회전 | 1회전 | 3회전      | 3회전 | 3회전 | 4회전  | 불참  | 1회전 | 2회전      | 2회전 |       | 0 / 9  | 11–9  | 55%    |
| 승패                | 0–1   | 0–1   | 2–1        | 3–4   | 6–4   | 16–2   | 5–3   | 0–2   | 3–3        | 3–4   | 0–1   | 1 / 27 | 38–26 | 59%    |

#### 복식
| 대회                | 2018  | 2019  | 2020   | 2021  | 2022  | 2023  | 2024  | SR     | W–L   | 승률 % |
| ------------------- | ----- | ----- | ------ | ----- | ----- | ----- | ----- | ------ | ----- | ------ |
| 오스트레일리아 오픈 | 불참  | 1회전 | 3회전  | 1회전 | 1회전 | 1회전 | 1회전 | 0 / 6  | 2–6   | 25%    |
| 프랑스 오픈         | 불참  | 2회전 | 8강    | 불참  | 불참  | 불참  | 2회전 | 0 / 3  | 5–3   | 63%    |
| 윔블던              | 2회전 | 1회전 | 미개최 | 1회전 | 불참  | 불참  | 3회전 | 0 / 4  | 3–4   | 43%    |
| US 오픈             | 1회전 | 1회전 | 2회전  | 불참  | 1회전 | 1회전 | 3회전 | 0 / 6  | 3–6   | 33%    |
| 승패                | 1–2   | 1–4   | 6–3    | 0–2   | 0–2   | 0-2   | 5–4   | 0 / 19 | 13–19 | 41%    |

### 그랜드 슬램 토너먼트 결승

#### 단식: 2 (1 타이틀, 1 준우승)
| 결과   | 연도 | 대회                | 코트   | 상대              | 점수          |
| ------ | ---- | ------------------- | ------ | ----------------- | ------------- |
| 우승   | 2020 | 오스트레일리아 오픈 | 하드   | 가르비녜 무구루사 | 4–6, 6–2, 6–2 |
| 준우승 | 2020 | 프랑스 오픈         | 클레이 | 이가 시비옹테크   | 4–6, 1–6      |

### 기타 주요 결승

#### WTA 프리미어/1000 토너먼트

##### 복식: 2 (2 타이틀)
| 결과 | 연도 | 대회          | 코트 | 파트너          | 상대                                    | 점수                  |
| ---- | ---- | ------------- | ---- | --------------- | --------------------------------------- | --------------------- |
| 우승 | 2019 | 차이나 오픈   | 하드 | 베서니 매틱샌즈 | 옐레나 오스타펜코 다야나 야스트렘스카   | 6–3, 6–7(5–7), [10–7] |
| 우승 | 2024 | 마이애미 오픈 | 하드 | 베서니 매틱샌즈 | 개브리엘라 더브라우스키 에린 라우틀리프 | 4–6, 7–6(7–5), [11–9] |

## 같이 보기
- 유대인 테니스 선수 목록